# فرانس سعيد
فرانس سعيد (بالمالطية: Frans Said) هو كاتب مالطي، ولد في 16 سبتمبر 1932.